# Links
Links (en català enllaços) és un navegador web lliure en mode text i amb suport per taules i frames. A més, és compatible amb terminals a color i monocroms i permet l'scroll horitzontal. La versió 2 inclou un sistema de menús desplegables i suport per mode gràfic, per la qual cosa està orientat a usuaris que volen mantenir molts elements típics de les interfícies gràfiques (popups, menús, etc.) en un entorn de text.
La versió original va ser desenvolupada per Mikuláš Patočka a la República Txeca el 1999. Durant l'any 2000 Karel Kulhavý, Petr Kulhavý i Martin Pergel, companys de la Universitat Charles a Praga van entrar a l'equip. Junts van crear Twibright Labs i van desenvolupar la versió 2 amb suport per gràfics [links -g], presentació del text amb diverses mides (amb antialiasing i suport de JavaScript. El mode gràfic fins i tot funciona a sistemes UNIX sense servidor de finestres X o qualsevol altre entorn de finestres, usant SVGALib o el framebuffer de la GPU del sistema.
ELinks ("Experimental/Enhanced Links") és un fork fet per Petr Baudis, basant-se amb el Links 0.9. Té un desenvolupament més obert i incorpora pegats d'altres versions de Links i d'usuaris d'Internet.
Links Hacked és una altra versió del navegador Links, que ha ajuntat les característiques de Elinks amb les de Links 2.